# Salvatore Milano
Salvatore Milano (Nápoles, 5 de mayo, de 1958) es un expiloto de motocicletas que disputó el Campeonato del Mundo de Velocidad desde 1979 hasta 1989.

## Resultados de carrera

### Campeonato del Mundo de Motociclismo

#### Carreras por año
Sistema de puntos desde 1969 a 1987:
| Posición | 1.º | 2.º | 3.º | 4.º | 5.º | 6.º | 7.º | 8.º | 9.º | 10.º |
| Pts.     | 15  | 12  | 10  | 8   | 6   | 5   | 4   | 3   | 2   | 1    |

Sistema de puntos desde 1988 a 1992:
| Posición | 1.º | 2.º | 3.º | 4.º | 5.º | 6.º | 7.º | 8.º | 9.º | 10.º | 11.º | 12.º | 13.º | 14.º | 15.º |
| Pts.     | 20  | 17  | 15  | 13  | 11  | 10  | 9   | 8   | 7   | 6    | 5    | 4    | 3    | 2    | 1    |

(Carreras en negrita indica pole position, carreras en cursiva indica vuelta rápida)
| Año  | Clase | Equipo   | 1       | 2      | 3       | 4       | 5       | 6       | 7       | 8     | 9     | 10     | 11     | 12      | 13     | 14    | Pts. | Pos. |
| ---- | ----- | -------- | ------- | ------ | ------- | ------- | ------- | ------- | ------- | ----- | ----- | ------ | ------ | ------- | ------ | ----- | ---- | ---- |
| 1979 | 50cc  | Kreidler |         |        | ALE -   | NAC Ret | ESP -   | YUG -   | NED -   | BEL - |       |        |        |         | FRA -  |       | 0    | -    |
| 1980 | 50cc  | UFO      | NAC Ret | ESP -  |         | YUG -   | NED -   | BEL -   |         |       |       | ALE -  |        |         |        |       | 0    | -    |
| 1981 | 50cc  | UFO      |         |        | ALE -   | NAC 13  |         | ESP -   | YUG -   | NED - | BEL - | RSM 22 |        |         |        | CHE - | 0    | -    |
| 1982 | 50cc  | UFO      |         |        |         | ESP -   | NAC Ret | NED -   |         | YUG - |       |        |        |         | SNR 22 | GER - | 0    | -    |
| 1984 | 80cc  | Kreidler |         | NAC 17 | ESP -   | AUT -   | ALE -   |         | YUG 13  | NED - | BEL - |        |        | RSM 12  |        |       | 0    | -    |
| 1985 | 80cc  | Casal    |         | ESP 11 | ALE 19  | NAC 13  |         | YUG 17  | NED Ret |       | FRA - |        |        | RSM DNS |        |       | 0    | -    |
| 1986 | 80cc  | Krauser  | ESP Ret | NAC 10 | ALE 14  | AUT 15  | YUG 14  | NED Ret |         |       | GBR - |        | RSM 12 | BWU 11  |        |       | 1    | 24.º |
| 1987 | 80cc  | Krauser  |         | ESP 16 | ALE Ret | NAC DNQ | AUT -   | YUG -   | NED -   |       | GBR - |        | CHE -  | RSM 11  | POR -  |       | 0    | -    |
| 1988 | 80cc  | Krauser  |         |        | ESP Ret | EXP -   | NAC 23  | ALE -   |         | NED - |       | YUG -  |        |         |        | CHE - | 0    | -    |
| 1989 | 80cc  | Krauser  |         |        |         | ESP -   | NAC Ret | ALE -   |         | YUG - | NED - |        |        |         |        | CHE - | 0    | -    |